# Ketelaarlezing
De Ketelaarlezing is een jaarlijkse lezing over archieven in relatie met de maatschappij. De lezing is in 2002 ingesteld door het Nationaal Archief bij het vertrek van prof. dr. Eric Ketelaar uit de Rijksarchiefdienst. Als algemene rijksarchivaris in de jaren 1989-1997 en in diverse andere functies heeft Ketelaar zich ingezet voor de modernisering, professionalisering en versterking van het Nederlandse archiefwezen. De lezing beoogt de dialoog tussen archiefwezen en maatschappij te stimuleren.

## Ketelaarlezingen
- 2003: Gerard Rooijakkers - Rituele depots. De droesem van het leven. Den Haag: Nationaal Archief. ISBN 90 74920 16 0
- 2004: Peter Burke - Palimpsests. Reflections on the Re-employment of Records. Den Haag: Nationaal Archief. ISBN 90 74920 18 7
- 2005: Paul Scheffer - Het verleden vergt onderhoud. Den Haag: Nationaal Archief. ISBN 978 90 74920 19 3
- 2006: Susan Legêne - "Laten we dus de herinnering herstellen". Autoriteit en collectieve constructies van het eigene. De Haag: Nationaal Archief. ISBN 978 90 74920 20 9
- 2007: Auke van der Woud - De blanke top der duinen. Mooi Nederland en zijn historie.
- 2008: Richard Thomas - Openbaarheid & Privacybescherming in het Verenigd Koninkrijk.
- 2009: Martin Berendse - Het archief als open source. Over het recht op informatie, openbaarheid van bestuur en digitale toegankelijkheid.
- 2010: Willibrord Davids - Gerubriceerd staatsgeheim, zeer geheim, geheim, confidentieel, vertrouwelijk.
- 2011: Ann Stoler - Anders kijken naar koloniale archieven.
- 2012: Beatrice de Graaf - Het Nationaal Archief als tijdbom.
- 2013: Henk te Velde - Een Chinese schim. Over het begrijpen van 1813 tweehonderd jaar later.
- 2014: José van Dijck - Big Data, Grand Challenges. Over de digitalisering van het geesteswetenschappelijk onderzoek.
- 2015: Viktor Mayer-Schönberger - Big Data's Big Shift, A New Thinking for Preservation and Discovery.
- 2016: Valerie Frissen - Het grenzeloze archief, droom of nachtmerrie?
- 2017: Gary Wolf - The Quantified Self.
- 2018: Inge Bryan - Cybersecurity.
- 2019: Charles Jeurgens - Geschiedenisschaamte? Het witte archief onder vuur.
- 2020: Mitchell Esajas - Archieven vanuit Zwarte Perspectieven; Reflectie vanuit The Black Archives.
- 2021: Renske Leijten - Een goede informatiehuishouding is een belangrijke voorwaarde voor onze democratie.
- 2022: David Ferriero - This is the greatest time to be in archives
- 2023: Gerard Spong - Doornroosje